# کالیب‌ها

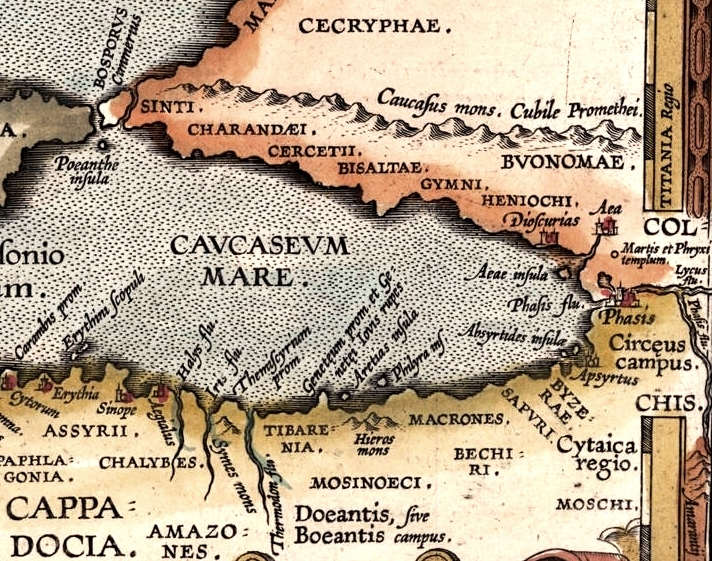
کالیب در نقشه ای از سفر آرگونوت‌ها توسط آبراهام اورتلیوس، ۱۶۲۴

کالیب‌ها/چالیب‌ها ‎/ˈkælɪbiːz/‎ (یونانی باستان: Χάλυβες/Χάλυβοι </link>، گرجی: ხალიბები </link>) و هالوی (یونانی باستان: Χάλδοι </link> , ارمنی: Խաղտիք </link>) مردمانی بودند که توسط نویسندگان کلاسیک به عنوان ساکنان پونتوس و کاپادوکیه در شمال آناتولی در دوران باستان کلاسیک از آن‌ها یاد شده‌است. قلمرو آن‌ها به کالدیا یا چالدیا معروف بود که از رودخانه هالیس تا فارناکیا و ترابزون در شرق و تا جنوب آناتولی شرقی امتداد داشت. به گفته آپولونیوس رودس، کالیب‌ها از سکاها بودند.
کالیب‌ها از اولین ملت‌هایی بودند که نویسندگان کلاسیک آن‌ها را آهن‌ساز به‌شمار آورده‌اند. Χάλυψ</link> نام این قبیله در یونانی باستان به معنای آهن، فولاد، اصطلاحی است که به لاتین chalybs منتقل شده‌است.</link>، "فولاد". Sayce نام یونانی Chalybe از زبان هیتی Khaly-wa، "سرزمین رودخانه هالیس " گرفته شده‌است. کالیب یک اصطلاح یونانی عمومی برای "مردم ساحل دریای سیاه که تجارت آهن دارند" یا «گروهی از فلزکاران متخصص» بود.
منابع اصلی تاریخ کالیب‌ها گزارش‌های نویسندگان کلاسیک از جمله هومر، استرابون و گزنفون است. در کوروش کبیر گزنفون، کوروش کبیر به ارامنه و کالیب‌ها کمک می‌کند تا اختلاف بر سر زمین کشاورزی را حل کنند.
در دوران روم، کالیب‌ها (همنام اما نامرتبط با کلدانیان سامی) و چالیب‌ها توسط پلوتارک (Lucull. c. 14) به عنوان ساکن در پونتوس و کاپادوکیه یا بخش پونتوس - کاپادوکیه در روم ذکر شده‌اند.
پلینی بزرگ از آرمنوکالیب‌ها به عنوان قبیله‌ای که بین ترابوزان و ارمنستان امروزی ساکن بودند، یاد کرده.
علیرغم اینکه یونانیان باستان کالیب‌ها را به سکاها متصل می‌کردند، برخی از مورخان مدرن استدلال می‌کنند که کالیب‌ها یک قبیله گرجی بودند. مورخ کالیسترات سالیا مورخ گرجی ادعا می‌کند که قومیت گرجی چالیب‌ها «غیرقابل انکار» است. به گفته سالیا، لازها، یک گروه قومی کارتولی از ترکیه کنونی، از نوادگان آن‌ها هستند. با این حال، کلمهٔ Kakamar باقی‌مانده از زبان چالدی (نام چالدی برای دریای سیاه)، به ریشه‌های هند و اروپایی آن‌ها اشاره دارد.